# Белянков, Евгений Игоревич
Евге́ний И́горевич Белянко́в (бел. Яўген Ігаравіч Белянкоў; род. 11 июня 1995, Орша) — белорусский баскетболист, играющий на позиции лёгкого форварда. Выступает за российский клуб «Уралмаш» и сборную Белоруссии.

## Карьера

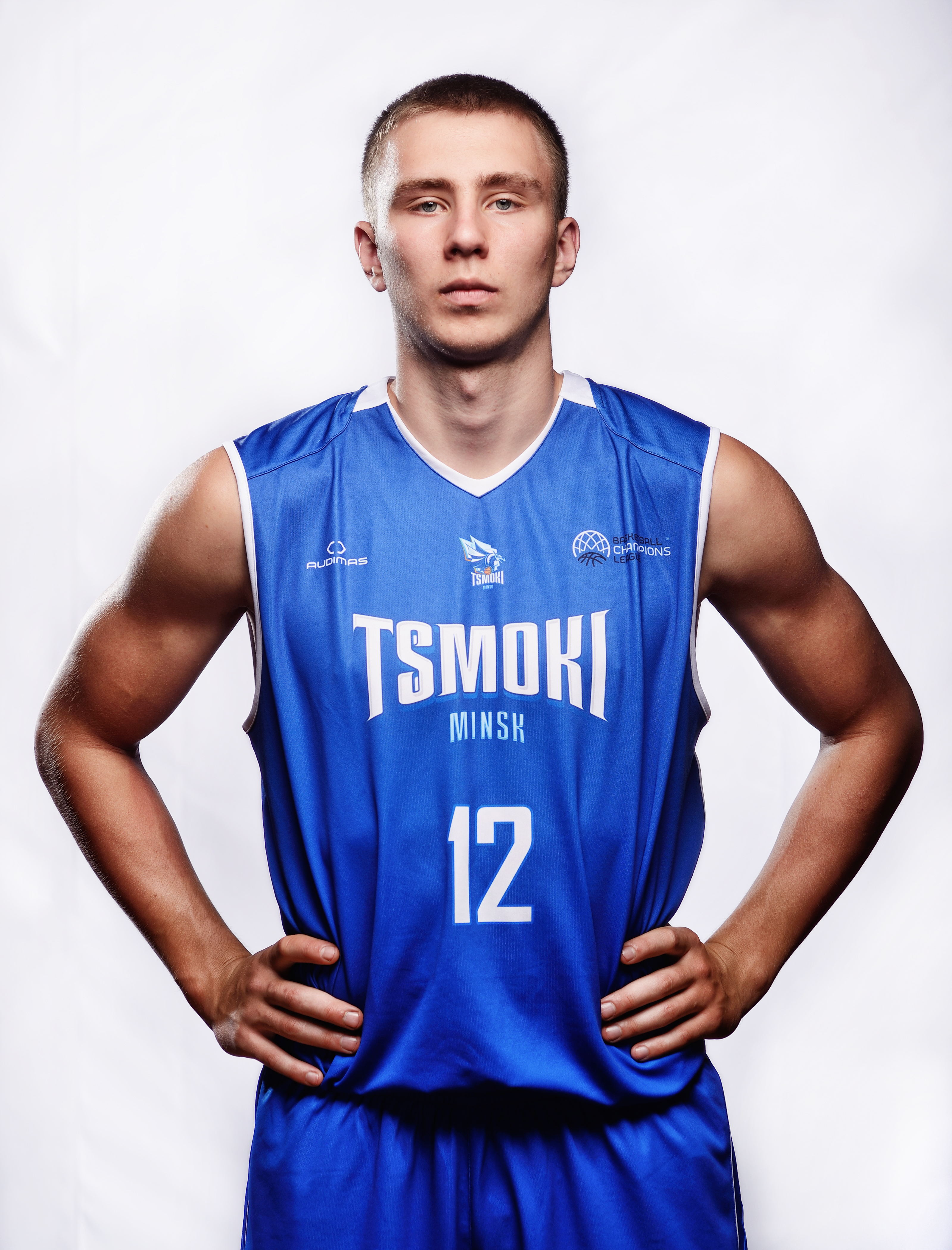
В составе «Цмоки-Минск» (2016)

Евгений Белянков начал заниматься баскетболом в 1 классе, когда на одном из уроков физкультуры к детям подошёл тренер и стал набирать мальчишек в баскетбольную команду. Занятия проходили в Оршанской СДЮШОР № 2 (первый тренер — Александр Григорьевич Стабровский), а в 15 лет тренер СДЮШОР БК «Цмоки-Минск» Сергей Александрович Шуневич забрал Евгения к себе в команду, где он тренировался на протяжении 2 лет. Периодически Евгения привлекали и во вторую команду «Цмоки-Минск», а в 17 лет он уже окончательно перешёл в «Цмоки-Минск-2».
В 2012—2015 годах выступал за «Цмоки-Минск-2», становился чемпионом Европейской юношеской баскетбольной лиги (U-20) в сезоне 2014/2015 и бронзовым призёром чемпионата Беларуси в сезоне 2013/2014. С 2015 года — игрок основного состава «Цмоки-Минск», неоднократно выигрывал с ним чемпионат и Кубок Беларуси. Сезон 2018/2019 провёл за резервный состав «Цмоки-Минск» и стал с клубом бронзовым призёром чемпионата Беларуси. В 2019 году вернулся в основной состав «Цмоки-Минск». Признан лучшим игроком чемпионата Беларуси в сезонах 2017/2018 и 2021/2022.
В июле 2022 года перешёл в красноярский «Енисей». В мае 2024 года перешёл в «Уралмаш».
По опросу газеты «Прессбол» признан лучшим баскетболистом Беларуси сезона 2024/2025.

## Сборная Беларуси
Выступал за юниорскую сборную Беларуси (U-18) в 2012—2013 годах и молодёжную сборную Беларуси (U-20) в 2014—2015 годах. С 2016 года — игрок национальной сборной Беларуси.

## Достижения
- Чемпион Белоруссии (6): 2015/16, 2016/17, 2017/18, 2019/20, 2020/21, 2021/22.
- Бронзовый призёр чемпионата Белоруссии (2): 2013/14, 2018/19.
- Обладатель Кубка Белоруссии (6): 2015, 2016, 2017, 2019, 2020, 2021.
- Обладатель Кубка России (1): 2024/25.
- Серебряный призёр Международного студенческого баскетбольного кубка (1): 2018.